# 츠마부키 사토시
츠마부키 사토시(妻夫木 聡, 1980년 12월 13일 ~ )는 일본의 배우이다. 애칭은 붓키(ブッキー)이다. 후쿠오카현 야나가와시 출신. 호리프로 소속. 신장은 172cm, 혈액형은 O형이다.
배우자는 여배우의 마이코.

## 약력
후쿠오카현 야나가와시에서 태어나 초등학교 2학년 때 항공사에서 정비사로 일하던 아버지의 전근으로 가나가와현 요코하마시에 이사했다. 미츠하시 정립 후지요시 초등학교, 요코하마 현립 나세 중학교, 가나가와 현립 마이오카 고등학교 졸업.
데뷔 전의 고교 시절부터 잡지 〈도쿄 스트리트 뉴스〉에서 독자 모델로 인기를 얻어 표지 모델을 몇 번이나 역임했다. 90년대 후반에 카리스마 고교생 붐을 일으킨 슈퍼 고교생 중 한 명이다.
1997년 남코(現 반다이 남코 게임스)가 아뮤즈, 호리프로, 닛폰 방송과 타이업해 발매된 아케이드 게임 〈더 스타 오디션〉의 오디션 이벤트 〈아호폰 프로젝트〉에서 참가자 약 300만명 중에서 선정되어 제1회 그랑프리를 획득했다. 이 배우가 된 계기가 된다. 그 후는 소속된 호리프로는 전략으로 아이돌 잡지의 레귤러가 아닌 당시 유행했던 스트리트계 잡지에, 상점 점원과 함께 사진 촬영하거나 배출 방법 등을 편집자와 협의하여 ‘츠마부키는 세련되고 멋지다’라는 이미지를 만들어 낸다.
1998년 후지 TV 영 시나리오 대상 수상작의 텔레비전 드라마 《멋진 나날》로 배우 데뷔, 마유무라 타쿠 원작·코나카 카즈야 감독의 영화 《수수께끼의 전학생》으로 영화 첫 출연을 완수한다.
2000년 쿠도 칸쿠로 각본의 드라마 《이케부쿠로 웨스트 게이트 파크》에 출연해 나가세 토모야가 연기하는 주인공·마코토의 중학교 동창의 왕따에서 야쿠자가 되어 돌아온 사이토 후지오 역을 맡아 일약 주목을 받았다.
2001년, 야구치 시노부 감독의 영화 《워터 보이즈》에서 싱크로나이즈드 스위밍에 도전하는 고교생을 연기해 브레이크하였다. 제25회 일본 아카데미상에서 우수 남우주연상·신인 배우상, 골든 애로상 영화 신인상을 수상했다. 주목의 신진 배우가 된 츠마부키는 여기서 쾌진격을 계속해 2001년 텔레비전 드라마 《천국에서 가장 가까운 남자》와 《속도위반 결혼》에 출연한다.
2002년 텔레비전 드라마 《런치의 여왕》에 출연해 지명도를 높여 간다.
2003년 《블랙잭에게 안부를》에서는 의료 현장의 현실에 부딪히면서도 성실을 잃지 않는 연수의 사이토 에이지로 역으로 연속 드라마 첫 주연을 완수했다. 같은 해, 이케와키 치즈루가 연기하는 신체 장애를 가진 주인공 조제를 사랑하지만 결국 그녀에게서 도망쳐 버리는 청년 츠네오를 연기한 이누도 잇신 감독의 영화 《조제, 호랑이 그리고 물고기들》에서 처음으로 본격적인 연애 영화에서 베드신에 첫 도전하고 지금까지의 순수한 청년의 이미지를 쇄신하고, 제77회 키네마 준보 베스트 텐 최우수 남우주연상, 호치 영화상, 요코하마 영화제 등의 시상식에서 남우주연상, 그리고 러시아 블라디보스토크 영화제 최우수 남우주연상을 수상, 배우로서 한 단계 올라서게 된다.
2005년 텔레비전 드라마 《슬로 댄스》로 게츠쿠 첫 주연을 완수한다.
2009년 《천지인》의 나오에 카네츠구 역으로 NHK 대하드라마 첫 출연 및 첫 주연.
2010년, 영화 《악인》이 제34회 몬트리올 국제 영화제의 월드 경쟁 부문에 출품.  일본에서도 높이 평가받아, 츠마부키도 제34회 일본 아카데미상 최우수 남우주연상과 제53회 블루 리본상 남우주연상을 수상했다.
2013년 영화 《동경가족》에서 야마다 요지 감독 작품에 첫 출연. 일가의 차남 역을 맡았다. 이후 가족을 맡았던 같은 공연자들과 같은 야마다 조에서 2016년부터는 《가족은 괴로워 시리즈》에 출연을 계속해오고 있다.
2015년 대만·중국·홍콩 합작이 되는 허우 샤오시엔 감독의 《섭은낭》에 출연. 이 작품은 제68회 칸 영화제 경쟁 부문 감독상을 수상했다.
2016년 「69 sixty nine」, 「악인」에 이어 세 번째 출연이 되는 이상일 감독의 영화 《분노》에 출연. 처음으로 게이 역을 맡아, 커플 역이자 첫 공동 출연의 아야노 고와 2주간의 동거 생활을 하는 등 관계를 구축해 제40회 일본 아카데미상 최우수 남우조연상을 수상했다.
2018년에는 3년 반 만에 연속 드라마 주연을 맡는 드라마 W 《이노센트 데이즈》에서의 출연 뿐만 아니라 기획에도 참여했다. 9월에는 노다 히데키와 여섯 번째 작업이 되는 주연 무대 《위작·벚꽃의 숲의 만개 아래》가 일본·프랑스 우호 160주년을 기념해 개최된 예술제 〈자포니즘 2018〉의 공식 기획으로 프랑스 파리 공연도 상연되었다.
2020년 TBS 계열 드라마 《위험한 비너스》에서 「오렌지 데이즈」 이후 16년 만의 일요극장에서 주연을 맡았다.

### 개인사
2016년 8월 4일, 여배우의 마이코와 4년간의 교제를 거쳐 결혼을 발표. 같은 달에 혼인 신고를 하고 결혼했다. 입적 날짜는 공개되지 않았지만 8월 25일 마이코가 출연 무대의 공개 연습의 취재에서, 연습을 쉬는 동안에 입적을 마치고 동거를 시작했다고 밝혔다.
2019년 8월 1일, 아내 마이코가 첫 아이 임신을 발표. 12월 11일 첫 아이 탄생을 발표했다. 이름, 생일, 성별은 비공개로 하고 있다.

## 인물
- 취미는 음악 감상, 영화 감상, 조깅.[2] 특기는 기반.  1999년경 음악가였던 형 츠마부키 신야와 함께 밴드 ‘Basking Lite’를 결성했다.[22] 츠마부키는 베이스와 보컬을 담당한다.

- 뮤지션 쿠루리의 팬임을 공언하고, 〈장미꽃 (ばらの花)〉이나 〈하이웨이 (ハイウェイ)〉를 즐겨 듣고 있다.[23] 또한 인터뷰에서 사카낙션을 좋아한다고 밝혔을 때, 츠마부키의 사무실에 사카낙션의 쿠션의 상품이 발송되었다.

- 어머니가 사가현 도스시 출신으로 현재는 외조부모가 살고 있다.[24]

### 배우로서
- 2001년 공개된 《워터 보이즈》 이후 수많은 영화에서 중요한 역할을 맡아왔다. 2003년에는 이누도 잇신 감독의 영화 《조제, 호랑이 그리고 물고기들》에 출연하고 제77회 키네마 준보 베스트 텐 최우수 남우주연상, 호치 영화상, 요코하마 영화제 등의 시상식에서 남우주연상을 수상하며 배우로서 크게 성장하게 되었다. 이후 영화에 주활동을 두고 있다. 또한 게츠쿠나 대하드라마에서 주연을 맡는 등의 실적에서 현대 일본을 대표하는 배우 중 한 명으로 꼽힌다.[25] 그 인기는 일본뿐만 아니라 중국, 홍콩, 대만, 한국 등 아시아에도 영향을 미치고 있으며, 영화 《도로로 DORORO》의 시사회 전에 홍콩 월드 트레이드 센터에서 열린 킥오프 이벤트에는 약 1000명 팬이 몰려 들었다.

- 배우를 시작했던 당시를 츠마부키 자신은 후에 “자신이 아무 것도 할 수 없어, 분하고, 부끄러워서, 최악인 자신이 있었다. 자신의 무력함을 느꼈다”라고 술회해, 배우 공부에 대해서는 “누구에게도 배우지 않고 혼자서 공부했다”라고 말했다. “대본을 최소 25번 읽는 것을 유의한다”라고도 말하고 있다.[26]

- 2005년 주연 영화 《봄의 눈》의 감독인 유키사다 이사오는 츠마부키와 함께 인터뷰에 응한 때 “그에게 남자로서의 친근감도 있다고 생각합니다. 그것은 배우로서 중요해요. 그것은 그의 자라온 환경에 따른 정신력의 종류에서 묻어나요. 영화의 주역으로 그릇은 아주 좋은 소재를 가지고 있는 배우라고 생각합니다.”라고 츠마부키을  평하고 있다.[27]

- 데뷔 20년째를 맞이한 지금까지 배우의 일은 ‘대기’하는 부분도 컸지만 이제는 작은 것이라도 영화나 드라마의 제작 측에 서서 함께 기획을 만들어 가고 싶다고 이야기하고 있다.[28]

## 출연 작품
역할의 굵은 글씨는 주연 작품

### 영화
| 개봉일자         | 제목                                                                      | 역할                          | 배급사                                       | 비고        |
| ---------------- | ------------------------------------------------------------------------- | ----------------------------- | -------------------------------------------- | ----------- |
| 1998년 12월 26일 | 수수께끼의 전학생                                                         | 이와타 고이치                 | 미디어 박스                                  |             |
| 1999년 12월 18일 | 극장판 GTO                                                                | 가와라자키 오이치로타         | 도에이                                       |             |
| 2001년 3월 24일  | 도미에 re-birth                                                           | 아오야마 타쿠미               | 다이에이                                     |             |
| 2001년 9월 15일  | 워터 보이즈                                                               | 스즈키 사토시                 | 도호                                         |             |
| 2002년 10월 5일  | SABU ~사부~                                                               | 사부                          | 기네마준보                                   |             |
| 2002년 12월 28일 | Jam Films 〈JUSTICE〉                                                     | 도죠                          | 아뮤즈 픽처스                                | 단편 영화   |
| 2003년 7월 5일   | 안녕, 구로                                                                | 기무라 료스케                 | 시네콰논                                     |             |
| 2003년 8월 30일  | 드래곤 헤드                                                               | 아오키 데루                   | 도호                                         |             |
| 2003년 12월 13일 | 조제, 호랑이 그리고 물고기들                                              | 쓰네오                        | 아스믹 에이스                                |             |
| 2004년 3월 20일  | 오늘의 사건 사고 a day on the planet                                      | 나카자와                      | 콤스톡                                       |             |
| 2004년 7월 10일  | 69 sixty nine                                                             | 야자키 겐스케                 | 도에이                                       |             |
| 2004년 12월 18일 | 약 30개의 거짓말                                                          | 사사키 겐지                   | 아스믹 에이스                                |             |
| 2005년 3월 5일   | 로렐라이                                                                  | 오리카사 유키토               | 도호                                         |             |
| 2005년 3월 19일  | 철인 28호                                                                 | 풍경 판매원                   | 쇼치쿠                                       |             |
| 2005년 4월 2일   | 한밤중의 야지 상 기타 상                                                  | 환상의 야지로베에 역          | 아스믹 에이스                                |             |
| 2005년 10월 29일 | 봄의 눈                                                                   | 마쓰가에 기요아키             | 도호                                         |             |
| 2006년 6월 10일  | 부드러운 생활                                                             | 마음이 약한 야쿠자            | 쇼치쿠                                       |             |
| 2006년 9월 16일  | 와일드 스피드X3 TOKYO DRIFT                                               | 스타터                        | 유니버설 픽처스                              | 카메오 출연 |
| 2006년 9월 30일  | 눈물이 주룩주룩                                                           | 아라가키 요타로               | 도호                                         |             |
| 2007년 1월 27일  | 도로로 DORORO                                                             | 핫키마루                      | 도호                                         |             |
| 2007년 5월 12일  | 가요곡이야, 인생은 제9화 〈만나고 싶어서 만나고 싶어서〉 (2007년, 제나두) | 스즈키 다카시                 | 재너두                                       |             |
| 2007년 6월 23일  | 츠키가미                                                                  | 벳쇼 히코시로                 | 도에이                                       |             |
| 2007년 10월 20일 | 콰이어트 룸에 어서오세요                                                  | 코모노                        | 아스믹 에이스                                |             |
| 2008년 6월 7일   | 더 매직 아워                                                              | 빙고 노보루                   | 도호                                         |             |
| 2008년 8월 2일   | 어둠의 아이들                                                             | 요다 히로아키                 | 고·시네마                                    |             |
| 2008년 8월 16일  | TOKYO! 〈실내 디자인〉                                                    | 타케시                        | 비터즈 엔드                                  | 단편 영화   |
| 2008년 9월 13일  | 파코와 마법 동화책                                                        | 무로마치                      | 도호                                         |             |
| 2008년 11월 1일  | 돼지가 있던 교실                                                          | 호시 선생님                   | 닛카쓰                                       |             |
| 2009년 1월 17일  | 감염 열도                                                                 | 마쓰오카 쓰요시               | 도호                                         |             |
| 2009년 8월 22일  | 노 보이즈, 노 크라이                                                      | 도오루                        | 팬텀 필름                                    |             |
| 2009년 10월 10일 | 비욘의 아내 ~버찌와 민들레~                                               | 오카다                        | 도호                                         |             |
| 2010년 9월 11일  | 악인                                                                      | 시미즈 유이치                 | 도호                                         |             |
| 2010년 7월 17일  | 슈얼리 섬데이                                                             | 경관 A                        | 쇼치쿠                                       |             |
| 2011년 5월 28일  | 마이 백 페이지                                                            | 사와다                        | 아스믹 에이스                                |             |
| 2011년 10월 22일 | 스머글러 너의 미래를 옮겨라                                               | 기누타 료스케                 | 워너 브라더스 영화                           |             |
| 2012년 6월 16일  | 아이와 마코토                                                             | 다이가 마코토                 | 가도카와 영화 / 도에이                       |             |
| 2012년 11월 3일  | 황금을 안고 튀어라                                                        | 고다 히로유키                 | 쇼치쿠                                       |             |
| 2013년 1월 19일  | 동경가족                                                                  | 히라야마 마사쓰구             | 쇼치쿠                                       |             |
| 2013년 11월 9일  | 기요스 회의                                                               | 오다 노부카쓰                 | 도호                                         |             |
| 2014년 1월 11일  | 저지!                                                                     | 오오타 기이치로               | 쇼치쿠                                       |             |
| 2014년 1월 25일  | 작은 집                                                                   | 아라이 다케시                 | 쇼치쿠                                       |             |
| 2014년 5월 24일  | 우리의 가족                                                               | 와카나 고스케                 | 팬텀 필름                                    |             |
| 2014년 6월 27일  | 갈증.                                                                     | 아사이                        | 가가                                         |             |
| 2014년 9월 13일  | 마이코는 레이디                                                           | 아카기 유이치로               | 도호                                         |             |
| 2014년 12월 20일 | 밴쿠버의 아침                                                             | 레지 가사하라                 | 도호                                         |             |
| 2015년 9월 12일  | 섭은낭                                                                    | 견당사선의 일본 청년          |                                              | 타이완 영화 |
| 2016년 3월 12일  | 가족은 괴로워                                                             | 히라타 쇼타                   | 쇼치쿠                                       |             |
| 2016년 5월 14일  | 나으리, 이자이옵니다!                                                     | 아사노야 진나이               | 쇼치쿠                                       |             |
| 2016년 9월 17일  | 분노                                                                      | 후지타 유마                   | 도호                                         | [ 25 ]      |
| 2016년 11월 12일 | 뮤지엄                                                                    | 개구리 남자 (기리시마 사나에) | 워너 브라더스 영화                           |             |
| 2017년 2월 18일  | 우행록: 어리석은 자의 기록                                                | 다나카 다케시                 | 워너 브라더스 영화 / 오피스 기타노           |             |
| 2017년 5월 28일  | 가족은 괴로워 2                                                           | 히라타 쇼타                   | 쇼치쿠                                       |             |
| 2017년 9월 16일  | 오쿠다 타미오가 되고 싶은 보이와 만나는 남자 모두 미치게 만드는 걸        | 고로키·유우지                 | 도호                                         |             |
| 2018년 2월 16일  | 나는 차이나타운 명탐정2                                                   | 노다 히로시                   | 완다 미디어 / 상하이 아시아 영화 문화 미디어 | 중국 영화   |
| 2018년 5월 25일  | 아내여 장미처럼 가족은 괴로워 III                                         | 히라타 쇼타                   | 쇼치쿠                                       |             |
| 2018년 9월 7일   | 울보 숏탄의 기적                                                          | 후유노 와타루                 | 도쿄 데아토르                                |             |
| 2018년 12월 7일  | 온다                                                                      | 다하라 히데키                 | 도호                                         |             |
| 2019년 7월 27일  | 파라다이스 넥스트                                                         | 마키노                        | 호크                                         |             |
| 2019년 11월 22일 | 결산! 츄신 구라                                                           | 스가야 한노조                 | 쇼치쿠                                       |             |
| 2020년 2월 21일  | Red                                                                       | 구라타 아키히코               | 닛카쓰                                       | [ 29 ]      |
| 2020년 3월 20일  | 한번 죽어 봤다                                                            | 지배인                        | 쇼치쿠                                       |             |
| 2020년 7월 3일   | 한번도 쏘지 않았습니다                                                    | 이마니시 우야                 | 기노 필름                                    | [ 30 ]      |
| 2020년 10월 2일  | 아사다 가족                                                               | 아사다 유키히로               | 도호                                         |             |
| 2021년 2월 12일  | 나는 차이나타운 명탐정3                                                   | 노다 히로시                   | 완다 미디어 / 상하이 아시아 영화 문화 미디어 | 중국 영화   |
| 2022년 11월 18일 | 한 남자                                                                   | 키도 아키라                   | 쇼치쿠                                       |             |

### 텔레비전 드라마
| 방송일자                        | 제목                                                                                                | 역할              | 방송사          | 비고          |
| ------------------------------- | --------------------------------------------------------------------------------------------------- | ----------------- | --------------- | ------------- |
| 1998년 11월 7일                 | 멋진 나날                                                                                           |                   | 후지 TV         | 데뷔작        |
| 1999년 1월 4일                  | 미소녀H 2 제10화                                                                                    |                   | 후지 TV         |               |
| 1999년 1월 11일                 | Over Time-오버 타임 제2화                                                                           |                   | 후지 TV         |               |
| 1999년 1월 6일 ~ 3월 24일       | 물의 꽃길                                                                                           | 나카타            | 후지 TV         |               |
| 1999년 4월 15일 ~ 7월 1일       | 사랑의 기적                                                                                         | 다에코의 매니저   | TV 아사히       |               |
| 1999년 6월 14일 ~ 7월 5일       | 무서운 동화 〈이상한 나라의 앨리스〉                                                                | 마쓰자와          | TBS             |               |
| 2000년 1월 6일 ~ 1월 27일       | 나쁜 여자 〈점쳐버린다〉                                                                            | 가토 다카하루     | TBS             |               |
| 2000년 3월 18일                 | SNOW DANCE-드림스 컴 트루 원덜랜드 1999 5만 명 콘서트 폭파 예고!!-                                  |                   | NTV             |               |
| 2000년 4월 14일 ~ 6월 23일      | 이케부쿠로 웨스트 게이트 파크                                                                       | 사이토 후지오     | TBS             |               |
| 2000년 7월 3일 ~ 9월 11일       | 리미트 만약, 내 아이가…                                                                             | 시오야 아쓰시     | 요미우리 TV·NTV |               |
| 2001년 1월 22일                 | 와카레사세야 제3화                                                                                  | 기쿠치 다이스케   | 요미우리 TV·NTV |               |
| 2011년 2월 8일·3월 15일·3월22일 | 가바치타레! 제5화·제10화 ~ 제11화                                                                   | 마치다 가즈야     | 후지 TV         |               |
| 2001년 3월 27일                 | 학교 괴담 봄 원령 스페셜 〈우리의 문화제〉                                                          |                   | 후지 TV         |               |
| 2001년 4월 13일 ~ 6월 29일      | 천국에서 가장 가까운 남자 〈교사 편〉                                                               | 오키노시마 다다시 | TBS             |               |
| 2001년 7월 2일 ~ 9월 10일       | 속도위반 결혼                                                                                       | 신죠 다쿠미       | 후지 TV         |               |
| 2001년 9월 24일                 | 플라토닉 섹스-딸의 외침! 부모의 눈물…그리고 부모와 자식의 싸움이 시작된다- 제1부 〈17세의 청춘 편〉 | 쓰지모토 슌       | 후지 TV         |               |
| 2001년 12월 28일                | 츄신구라 1/47                                                                                       | 타카다 군베에     | 후지 TV         |               |
| 2002년 1월 9일 ~ 3월 20일       | 롱 러브 레터~표류 교실~                                                                             | 후지사와 류타     | 후지 TV         |               |
| 2002년 2월 1일 ~ 2월 22일       | 도쿄 샛길 걸                                                                                        | 아키라            | NTV             |               |
| 2002년 1월 18일 ~ 3월 15일      | 기사라즈 개즈아이 제9화                                                                             | 리틀 야마다       | TBS             |               |
| 2002년 4월 10일 ~ 6월 26일      | 웨딩 플래너 SWEET 델리버리                                                                          | 나루미 슌헤이     | 후지 TV         |               |
| 2002년 5월 14일                 | SABU ~사부~                                                                                         | 사부              | 나고야 TV       |               |
| 2002년 7월 1일 ~ 9월 16일       | 런치의 여왕                                                                                         | 나베시마 준자부로 | 후지 TV         |               |
| 2003년 3월 28일                 | 이케부쿠로 웨스트 게이트 파크 스페셜 수프 회                                                        | 사이토 후지오     | TBS             |               |
| 2003년 4월 ~ 6월                | 블랙잭에게 안부를                                                                                   | 사이토 에이지로   | TBS             |               |
| 2004년 1월 3일                  | 블랙잭에게 안부를 ~눈물의 암병동 편~                                                                | 사이토 에이지로   | TBS             |               |
| 2004년 4월 2일                  | 희망 없는 자                                                                                        | 야시로 기이치로   | TV 아사히       |               |
| 2004년 4월 11일 ~ 6월 20일      | 오렌지 데이즈                                                                                       | 유우키 가이       | TBS             |               |
| 2005년 4월 12일                 | 기묘한 이야기 2005 봄 특별편 〈미녀 캔〉                                                            | 유타              | 후지 TV         |               |
| 2005년 7월 4일 ~ 9월 12일       | 슬로우 댄스                                                                                         | 세리자와 리이치   | 후지 TV         |               |
| 2007년 9월 8일                  | 천국과 지옥                                                                                         | 다케우치 긴지로   | TV 아사히       |               |
| 2009년 1월 4일 ~ 11월 22일      | 대하드라마 〈천지인〉                                                                               | 나오에 가네쓰구   | NHK             | [ 31 ]        |
| 2012년 8월 16일                 | 히가시노 게이고 미스테리즈 - 제6화 〈제스처 게임이 가득〉                                           | 기타자와 다카노리 | 후지 TV         | 우정 출연     |
| 2014년 7월 9일 ~ 9월 14일       | 젊은이들 2014                                                                                       | 사토 아키라       | 후지 TV         | [ 32 ] [ 33 ] |
| 2015년 11월 28일                | 기묘한 이야기 25주년 기념! 가을의 2 주 연속 SP 〈행복을 전하는 안경〉                               | 료타              | 후지 TV         |               |
| 2016년 8월 2일                  | 납치여행                                                                                            | 아버지            | NHK 종합        |               |
| 2018년 3월 18일 ~ 4월 22일      | 이노센트 데이즈                                                                                     | 사사키 신이치     | WOWOW           | [ 34 ]        |
| 2018년 9월 22일                 | 난반사                                                                                              | 가야마 사토시     | TV 아사히       |               |
| 2020년 10월 11일 ~ 12월 13일    | 위험한 비너스                                                                                       | 데시마 하루로     | TBS             | [ 35 ] [ 36 ] |
| 2021년 8월 13일                 | 어쩔수 없었다고 말해서는 안됩니다                                                                   | 도리 다이치       | NHK 종합        | [ 37 ]        |

### 무대
| 공연일자 | 제목                                 | 역할                                                 | 장소 | 비고                   |
| --- | ------------------------------------ | ---------------------------------------------------- | --- | ---------------------- |
| 2007년 12월 7일 ~ 2008년 1월 31일 | 킬                                   | 테무진                                               | | 작가·연출: 노다 히데키 |
| 2011년 2월 10일 ~ 3월 31일 | 남쪽에                               | 미나미 노리헤이                                      | | 작가·연출: 노다 히데키 |
| 2012년 9월 5일 ~ 10월 28일 | 에그                                 | 아베노 히라후                                        | | 작가·연출: 노다 히데키 |
| 2015년 9월 3일 | 스지나시 BLITZ 극장 Vol.2            | 주연                                                 | |                        |
| 2016년 11월 15일 ~ 12월 4일 | 운동과 연인                          | 주연                                                 | 극장 트램 |                        |
| 2017년 1월 18일 ~ 3월 12일 | 아시아토히메 ~시대 착오적 겨울 유령~ | 주연                                                 | 도쿄 예술 극장 극장 | 작가·연출: 노다 히데키 |
| 2018년 9월 1일 ~ 9월 12일· 9월 28일 ~ 10월 3일 (프랑스 파리)· 10월 13일 ~ 10월 21일· 10월 25일 ~ 10월 29일· 11월 3일 ~ 11월 25일                | 위작·벚꽃의 숲의 만개 아래           | 미미오                                               | 도쿄 예술 극장 극장 / 프랑스 국립 샤이어 극장 (해외 공연) / 오사카 신가부키좌 / 기타큐슈 예술 극장 대홀                                                                          | 작가·연출: 노다 히데키 |
| 2019년 6월 8일 ~ 6월 23일· 2019년 6월 28일 ~ 30일· 2019년 7월 3일 ~ 7일· 2019년 7월 12일 ~ 15일· 2019년 7월 20일 ~ 21일· 2019년 7월 26일 ~ 28일 | 운동과 연인                          | 다카기 고우스케 <배우> / 마사카 토라조 <영화의 인물> | 세타가야 공공 극장 / 기타큐슈 예술 극장 중극장 / 효고현립 예술 문화 센터 한큐 중홀 / 나고야시 예술 창조 센터 / 모리오카 극장 메인홀 / 류트피아 니가타 시민 예술 문화 회관 대극장 |                        |

### 극장판 애니메이션
| 개봉/방송일자    | 제목                   | 역할                    | 배급사/방송사 | 비고              |
| ---------------- | ---------------------- | ----------------------- | ------------- | ----------------- |
| 2014년 8월 8일   | 도라에몽: 스탠바이미   | 노비 노비타 (청년 시절) | 도호          | 극장판 애니메이션 |
| 2020년 11월 20일 | 도라에몽: 스탠바이미 2 | 노비 노비타 (청년 시절) | 도호          | 극장판 애니메이션 |

### 외화 더빙
| 개봉/방송일자 | 제목     | 역할                               | 배급사/방송사                          | 비고                                       |
| ------------- | -------- | ---------------------------------- | -------------------------------------- | ------------------------------------------ |
| 2001년        | 타이타닉 | 잭 도슨 (레오나르도 디카프리오 분) | 후지 TV 「골든 타임」 일본 특별 편집판 | 미국 영화, 일본 지상파(일본어판 더빙 버전) |

### 인형극
- 셜록 홈즈 (2014년, NHK) - 제퍼슨 호프 역 (목소리 출연)

### WEB·전달 드라마
- 내가 황금을 쫓는 이유~영화 〈황금을 안고 튀어라〉 스페셜 드라마~ (2012년 10월 1일 ~ 10월 27일, BeeTV) - 코다 히로유키 역

### 라디오 드라마
- 세계에서 고양이가 사라진다면 (2013년 7월 20일, NHK-FM) - 나 / 악마 역[38][39]

## 그 외 출연

### TV 프로그램
- 밤 ×× 자만 (2000년, TBS) - YOU, 치하라 교다이와 공동 출연
- 우리들의 정점 관측 ~애프터 코로나 해쳐내가는 방법~ (2020년, NHK) - 야마구치 이치로, 모리나가 쿠니히코, 마타요시 나오키, 요시다 유니와 공연.[40]
- “슈가&슈가” 사카낙션의 음악 실험 프로그램 (2020년, NHK E 텔레) - 야마구치 이치로와 공연[41]

### 라디오
- 후지와라 타츠야와 츠마부키 사토시의 챌린지 나이츠 (1999년 5월 ~ 2000년 3월, 닛폰 방송)

### MV
- Janne Da Arc 〈Rainy ~사랑의 멜로디~ (Rainy 〜愛の調べ〜)〉 (2003년 5월 8일)
- 쿠루리 〈하이웨이 (ハイウェイ)〉 (2003년 11월 5일)

### 광고(CM)
- 에자키 글리코
  - 맨즈 포키 (1999년) - 이케우치 히로유키 등과 공동 출연
  - 포키 (2005년)
  - 카레누아 (2006년)
  - 오토나 글리코 아몬드 피크 (2012년) - 마츠시마 나나코와 공동 출연
  - 가위 바위 보 글리코 2020 (2020년 2월) - 아야세 하루카, 후지와라 타츠야, 후카다 쿄코, 마츠야마 켄이치, 이케마츠 소스케, 타카하타 미츠키 外 다수 공동 출연
- 일본 코카-콜라 〈코카콜라〉 (1999년) - 스호 레이코와 공동 출연
- NTT 도코모
  - 봄의 도코모 페어 (2001년)
  - DoCoMo2.0 (2007년 ~ 2008년) - 에이타, 아오이 유우, 나가세 토모야, 아사노 타다노부, 츠치야 안나, 후키이시 카즈에, 키타가와 케이코와 공동 출연
- 미니스톱 (2001년) - 마츠모토 리카와 공동 출연
- 일본 방송 협회 〈NHK BS 하이비전〉 (2001년)
- 후지필름 〈체키〉 (2001년) - 오시오 마나부와 공동 출연
- 일본중앙경마회 (2002년) - 코바야시 카오루, 나가세 마사토시와 공동 출연
- 오츠카 제약 〈에네르겐 젤리〉 (2002년)
- 몰토베네 〈베네 크리스털〉 (2002년 ~ 2004년)
- Panasonic 〈DIGA〉 (2003년 ~ 2005년) - 밥 샙과 공동 출연
- KDDI 〈au〉 (2003년 ~ 2006년)
- 기린 맥주 〈소맥〉 (2004년)
- 닌텐도 〈게임보이 미크로〉 (2005년)
- UFJ 니코스 〈NICOS 카드〉 (2005년 ~ )
- 도쿄 가스 (2006년 ~ ) - 피에르 타키, 코니시 마나미, 아즈마 미키히사, 에노키 타카아키 등과 공동 출연
- 유니클로 (2006년)
- 리크루트
  - 프롬·에이 (2006년)
  - 리크나비 NEXT (2015년 ~ )
- ANA 〈NIPPON2〉 (2007년)
- 산토리 음료 〈펩시 NEX〉 (2007년)
- 후지 중공업 〈임프레자〉 (2007년 ~ 2010년)
- 아지노모토 〈CookDo〉 (2008년)
- 시세이도 〈UNO FOG BAR〉 (2009년 ~ 2013년) - 오구리 슌, 나가야마 에이타, 미우라 하루마, 미야자키 아오이와 공동 출연
- 캡콤 〈몬스터 헌터 3〉 (2009년)
- 삿포로 맥주 〈생맥주 흑라벨〉 (2010년)
  - 성인 엘리베이터 시리즈 - 쿠도 칸쿠로, 릴리 프랭키, 키시베 잇토쿠, 키타노 다케시, 타케나카 나오토, 후루타 아라타, 나카무라 슌스케, 쿠니무라 준, 토요카와 에츠시, 마츠모토 타카시, 나카타 히데토시, 호시노 겐, 사카모토 류이치, 안노 히데아키 外 다수 공동 출연
- 도요타 자동차 〈미래의 도라에몽〉 (2011년) - 노진구 30세 역 ※장 르노, 오가와 나오야, 미즈카와 아사미, 마에다 아츠코, 야마시타 토모히사와 공동 출연
- 캐논
  - 미러리스 카메라 〈EOS M〉 (2012년 ~ 2014년) - 아라가키 유이와 공동 출연
  - 일안 리프 카메라 〈EOS 70D〉 (2013년 ~ 2014년)
- 복권
  - 로토 7 (2013년 ~ ) - 야나기바 토시로, 아라이 히로후미, 나다카 타츠오, 이시바시 료, 토다 에리카, 혼다 히로타로, 고이즈미 고타로와 공동 출연
  - 복권 점보 복권 시리즈 (2020년) - 요시오카 리호, 이마다 미오, 나리타 료, 야모토 유마 와 공동 출연
- 카오 〈메리트〉 (2018년 ~ )
- Honda 〈FIT〉 (2019년 10월 ~ ) - 내레이션을 담당, 2021년 6월부터는 직접 출연하고 있다.
- 일본맥도날드 〈라이스 버거〉 (2021년) - 시손 쥰과 공동 출연

## 서적

### 사진집
- 첫 포토 북 《그, 츠마부키 사토시》 (2000년 10월, 각켄 홀딩스) ISBN 978-4-05-401251-6

## 수상 경력
| 연도   | 시상식                               | 부문                    | 작품                                                                                     | 출처   |
| ------ | ------------------------------------ | ----------------------- | ---------------------------------------------------------------------------------------- | ------ |
| 2001년 | 제25회 일본 아카데미상               | 우수 남우주연상         | 워터 보이즈                                                                              |        |
| 2001년 | 제25회 일본 아카데미상               | 신인 배우상             | 워터 보이즈                                                                              |        |
| 2001년 | 제39회 골든 애로상                   | 신인상 (영화부문)       | 워터 보이즈                                                                              |        |
| 2001년 | 제26회 엘란도르상                    | 신인상                  | 빈칸                                                                                     |        |
| 2002년 | 제34회 더 텔레비전 드라마 아카데미상 | 남우주연상              | 런치의 여왕                                                                              |        |
| 2003년 | 제77회 키네마 준보 베스트 텐         | 남우주연상              | 조제, 호랑이 그리고 물고기들, 안녕, 쿠로, 드래곤 헤드                                    |        |
| 2003년 | 제25회 요코하마 영화제               | 남우주연상              | 안녕, 쿠로, 드래곤 헤드                                                                  |        |
| 2003년 | 제18회 타카사키 영화제               | 최우수 주연 남우상      | 조제, 호랑이 그리고 물고기들                                                             |        |
| 2003년 | 제37회 더 텔레비전 드라마 아카데미상 | 남우주연상              | 블랙잭에게 안부를                                                                        |        |
| 2004년 | 제12회 하시다상                      | 신인상                  | 블랙잭에게 안부를                                                                        |        |
| 2004년 | 제41회 더 텔레비전 드라마 아카데미상 | 남우주연상              | 오렌지 데이즈                                                                            |        |
| 2004년 | 제2회 러시아 블라디보스토크 영화제   | 최우수 남우주연상       | 조제, 호랑이 그리고 물고기들                                                             |        |
| 2004년 | 제29회 호치 영화상                   | 최우수 남우주연상       | 조제, 호랑이 그리고 물고기들, 오늘의 사건 사고 a day on the planet, 69 sixty nine        |        |
| 2005년 | 제29회 일본 아카데미상               | 우수 남우주연상         | 봄의 눈                                                                                  |        |
| 2006년 | 제30회 일본 아카데미상               | 우수 남우주연상         | 눈물이 주룩주룩                                                                          |        |
| 2010년 | 제23회 닛칸 스포츠 영화 대상         | 남우주연상              | 악인                                                                                     |        |
| 2010년 | 제53회 블루 리본상                   | 남우주연상              | 악인                                                                                     |        |
| 2010년 | 제34회 일본 아카데미상               | 최우수 남우주연상       | 악인                                                                                     |        |
| 2013년 | 제1회 재팬 액션 어워드               | 베스트 액션 배우 우수상 | 아이와 마코토                                                                            |        |
| 2013년 | 제37회 일본 아카데미상               | 우수 남우조연상         | 동경가족                                                                                 | [ 42 ] |
| 2014년 | 제6회 TAMA영화상                     | 최우수 남우주연상       | 우리들의 가족, 기요스 회의, 저지!, 작은 집, 갈증., 도라에몽: 스탠바이미, 마이코는 레이디 |        |
| 2016년 | 제29회 도쿄 국제 영화제              | ARIGATŌ (감사) 상       | 빈칸                                                                                     | [ 43 ] |
| 2016년 | 제29회 닛칸 스포츠 영화 대상         | 남우조연상              | 분노, 뮤지엄                                                                             | [ 44 ] |
| 2016년 | 제40회 일본 아카데미상               | 최우수 남우조연상       | 분노                                                                                     | [ 45 ] |
| 2016년 | 2016년도 전국 영화연합상             | 남우상                  | 분노                                                                                     |        |
| 2020년 | 제33회 닛칸 스포츠 영화 대상         | 남우조연상              | 아사다 가족, Red, 한번도 쏘지 않았습니다                                                 | [ 46 ] |
| 2020년 | 제44회 일본 아카데미상               | 우수 남우조연상         | 아사다 가족                                                                              |        |

### 내용주
1. ↑  요미우리 연감 2016년판 (요미우리 신문 도쿄 본사 2016년) p.550 로부터
2. ↑  미디어 네비 3 연예 기획사 64일 60 페이지 미디어 네비 편집실 【이론사】 2007년
3. ↑  개봉일 기준은 일본에서의 개봉일이다.
4. ↑  이케와키 지즈루와 공동 주연
5. ↑  안도 마사노부와 공동 주연
6. ↑  야쿠쇼 고지와 공동 주연
7. ↑  나가사와 마사미와 공동 주연
8. 1 2  후카쓰 에리와 공동 주연
9. ↑  마츠야마 켄이치와 공동 주연
10. ↑  다케이 에미와 공동 주연
11. ↑  기타가와 게이코와 공동 주연
12. ↑  도요카와 에쓰시와 공동 주연
13. ↑  [[시바사키 코우]|시바사키 고우]와 공동 주연
14. 1 2  개봉·방송일자 기준은 일본에서의 공개일이다.

### 참조주
1. 1 2 3  “스타 프로필 : 츠마부키 사토시”. 《Web판 TV 스타 명감》. 도쿄 통신 뉴스. 2013년 5월 1일에 원본 문서에서 보존된 문서. 2019년 5월 25일에 확인함.
2. 1 2  “츠마부키 사토시의 프로필”. 《오리콘 연예인 사전》. 오리콘. 2013년 3월 23일에 확인함.
3. ↑  “츠마부키 사토시 「172 그러니까!」 자신의 신장을 감아 크림시츄 우에다 신야에 맹어필”. 일간겐다이. 2017년 9월 27일. 2018년 2월 28일에 확인함.
4. ↑  “『악인』 츠마부키 사토시 소년 시대는 “킨케시” 모아 정신없이 인기 않아”. NEWS포스트 세븐. 2010년 10월 1일. 2020년 2월 20일에 확인함.
5. ↑  “90's 카리스마 고교생 배출한 잡지 “스토뉴” 1호 한 부활”. Fashionsnap.com. 2012년 1월 21일. 2018년 2월 27일에 확인함.
6. 1 2  “호리프로 공식 사이트 -츠마부키 사토시-”. 호리프로. 2013년 3월 23일에 확인함.
7. ↑  “남코 「스타 오디션」에서 제4회 심사에 3백만명 그랑프리 고교생의 츠마부키 군 결정” (PDF). 《게임머신》 (아뮤즈멘토 통신사). 1998년 1월 1일.
8. 1 2  “츠마부키 사토시의 프로필 히스토리”. 《오리콘 연예인 사전》. 오리콘. 2013년 3월 23일에 확인함.
9. 1 2  “츠마부키 사토시”. KINENOTE. 2018년 2월 28일에 확인함.
10. ↑  “대하드라마 「천지인」주역 결정 !”. 《드라마 토픽》. NHK. 2008년 2월 20일. 2014년 8월 10일에 원본 문서에서 보존된 문서. 2013년 3월 23일에 확인함.
11. ↑  “야마다 요지 감독 작품 시리즈 속편 「아내여 장미처럼 가족은 괴로워 III」 좌충우돌 가족 사상 최대의 위기”. Fashion Press. 2017년 10월 9일. 2018년 2월 28일에 확인함.
12. ↑  “츠마부키 사토시 출연 『섭은낭』 허우 샤오시엔 칸 감독상! 『바닷마을diary』는 무관【제68회 칸 국제 영화제】”. 시네마투데이. 2015년 5월 25일. 2015년 5월 25일에 확인함.
13. ↑  “츠마부키 사토시, 아야노 고를 “사랑했다” 만남 장면 촬영 날부터 동거 생활을 시작”. 뉴스 워커. 2016년 9월 10일. 2018년 2월 28일에 확인함.
14. ↑  “츠마부키 사토시 발안 및 감독 임명 & 주연 스스로 프로듀스 드라마화 「이노센트 데이즈」”. 데일리스포츠. 2017년 12월 20일. 2018년 2월 28일에 확인함.
15. 1 2  “NODA·MAP 「벚꽃의 숲~」 파리 공연, 노다 히데키가 반응 「바다를 넘어 통용되는」”. 스테이지나탈리. 2018년 10월 1일. 2018년 10월 4일에 확인함.
16. ↑  “츠마부키 사토시와 마이코가 결혼에 「작은 행복이 있는 가정을」”. 오리콘. 2016년 8월 5일에 확인함.
17. ↑  “마이코, 츠마부키와 2명이서 혼인 신고 제출 이미 동거도”. 《닛칸스포츠》. 2016년 8월 25일. 2019년 12월 11일에 확인함.
18. ↑  “마이코, 프로포즈의 말은 「비밀에 지켜」츠마부키와 이미 입적 동거”. 2016년 8월 25일. 2016년 8월 25일에 확인함.
19. ↑  “마이코가 첫 아이 임신, 츠마부키 사토시가 이번 겨울 아빠 「기쁨을 느끼고 있습니다」”. 《SANSPO.COM》 (산케이디지털). 2019년 8월 1일. 2019년 8월 1일에 확인함.
20. ↑  “츠마부키 사토시 & 진균에 첫 아이 탄생 「애정 가득 키워 나가겠다」”. 《ORICON NEWS》 (oricon ME). 2019년 12월 11일. 2019년 12월 11일에 확인함.
21. ↑  “츠마부키 사토시 씨, 마이코 씨에 첫 아이 이름이나 성별은 비공개”. 《아사히 신문 디지털》. 2019년 12월 11일. 2019년 12월 11일에 확인함.
22. ↑  “츠마부키 신야의 프로필 히스토리”. 《오리콘 연예인 사전》. 오리콘. 2014년 8월 11일에 원본 문서에서 보존된 문서. 2013년 3월 23일에 확인함.
23. ↑  “츠마부키 사토시가 공식 책에서 쿠리리와 대담, 공연자 인터뷰와 「조제」 좌담회도”. CINRA.NET. 2012년 7월 18일. 2018년 2월 28일에 확인함.
24. ↑  “내일 따르면 9시부터 THE 밤회 SP에서 사쿠라이 쇼 씨의 GW 여행에 밀착!”. 사쿠라이·아리요시 THE 밤회 (TBS) Twitter (@theyakai). 2019년 5월 29일. 2019년 5월 30일에 확인함.
25. 1 2  “와타나베 켄 주연 영화 「분노」에 츠마부키 등의 주연급 즐비”. 닛칸스포츠. 2015년 8월 20일. 2015년 8월 20일에 확인함.
26. ↑  신춘 인터뷰 「일이란 무엇인가」다시 보는 (1) 영화 「저지!」 츠마부키 사토시 씨 키타가와 케이코  씨 (2/3 페이지) - SankeiBiz 2014년 1월 9일
27. ↑  “츠마부키 사토시, 유키사다 이사오 「봄눈」단독 인터뷰&이병헌 대담”. 시네마투데이. 2005년 10월 24일. 2013년 3월 23일에 확인함.
28. ↑  “데뷔 20년, 츠마부키 사토시 「영화나 드라마의 제작에 참여하고 싶다면」”. OLIVER. 2017년 9월 10일. 2018년 2월 28일에 원본 문서에서 보존된 문서. 2018년 2월 28일에 확인함.
29. ↑  “카호 & 츠마부키 사토시 짙은 러브신에 도전!  문제작 「Red」영화화에서 첫 공동 출연”. 《영화.com》 (주식회사 영화닷컴). 2019년 8월 21일. 2019년 8월 21일에 확인함.
30. ↑  “츠마부키 사토시 & 이노우에 마오 등 영화 「한번도 쏘지 않았습니다」호화 캐스트 발표 칸 이치로 아버지·사토 코이치와 첫 공동 출연 - 모델 프레스”. 《mdpr.jp》. 2020년 3월 10일에 확인함.
31. ↑    - 프로그램 에피소드 대하 드라마 「천지인」- NHK 자료실 보관됨 2021-10-01 - 웨이백 머신
32. ↑  “드라마 「젊은이들」이 48년 만 부활! 츠마부키 에이타,  미츠 시마 히카리 등 호화 8명 집결”. 마이 나비 뉴스. 2014년 3월 10일. 2014년 6월 27일에 확인함.
33. ↑  “츠마부키, 에이타, 미츠시마 등 5명 형제! 「젊은이들」 현대판로 되살아 난다”. 산케이 스포츠. 2014년 3월 10일. 2014년 3월 10일에 확인함.
34. ↑  “WOWOW 「드라마 W 이노센트 데이즈」 방송 시작! 영화와 손색이없는 퀄리티와 영상미가 매료 혼신의 드라마”. Mikiki. 2018년 3월 12일. 2018년 3월 30일에 확인함.
35. ↑  “츠마부키 사토시, 16년 만 일요극장 주연 히가시노 게이고 미스터리 수수께끼의 미녀에게 농락당하는 수의사 역”. 《시네마투데이》 (주식회사 시네마투데이). 2020년 8월 20일. 2020년 8월 20일에 확인함.
36. ↑  “츠마부키 사토시가 TBS에서 16년 만 주연, 히가시노 게이고의 「위험한 비너스」 드라마화”. 《영화나탈리》 (주식회사나타샤). 2020년 8월 20일. 2020년 8월 20일에 확인함.
37. ↑  “츠마부키 사토시 & 아오이 유우, NHK 종전 드라마에서 부부 역으로 생체 해부의 죄와 숨겨진 진실”. 《시네마투데이》. 2021년 5월 26일. 2021년 6월 10일에 확인함.
38. ↑  세계에서 고양이가 사라진다면 -NHK 오디오 드라마
39. ↑  쓰마부키 사토시, 라디오 드라마 첫 도전 원작은 「세계에서 고양이가 사라진다면」 - ORICON STYLE 2013년 6월 2일」 -  ORICON STYLE、2013年6月2日
40. ↑  “츠마부키 사토시가 1980년생 동기생과 애프터 코로나를 이야기하는 프로그램 온에어”. 《영화나탈리》 (주식회사 나타샤). 2020년 6월 5일. 2020년 9월 9일에 확인함.
41. ↑  “야마구치 이치로 출연, E 텔레 「“슈가&슈가” 사카낙션의 음악 실험 쇼」 방송 결정”. 《음악나탈리》 (주식회사 나타샤). 2019년 9월 9일. 2020년 9월 9일에 확인함.
42. ↑  “제37회 일본 아카데미상 우수 작품 발표!”. 일본 아카데미상 공식 사이트. 2014년 1월 19일에 확인함.
43. ↑  “신카이 마코토, 타카하타 미츠키, 츠마부키 사토시, 고질라가 ARIGATO 상에 빛나는”. 《영화나탈리》. 2016년 10월 22일. 2016년 10월 24일에 확인함.
44. ↑  “츠마부키 사토시가 남우조연상 “아야노와 진지 동거” 영화 대상”. 《닛칸스포츠》. 2016년 12월 6일. 2016년 12월 6일에 원본 문서에서 보존된 문서. 2016년 12월 6일에 확인함.
45. ↑  “제40회 일본 아카데미상 최우수”. 2017년 3월 3일. 2017년 3월 4일에 확인함.
46. ↑  “『귀멸의 칼날』이시하라 유지로상 『죄의 목소리』가「닛칸 스포츠 영화 대상」작품상에”. 《ORICON NEWS》 (오리콘). 2020년 12월 28일. 2021년 1월 11일에 확인함.